# Мюллер, Целестин
Целестин Мюллер (нем. Celestin Müller; 7 апреля 1826, Колешов, ныне район Раковник, Чехия — 1877, Вена) — чешский музыкальный педагог.
Окончил Пражскую консерваторию (1846) как гобоист. В 1852 году при покровительстве князя Фердинанда Лобковица основал в Праге музыкальную школу под названием Гуманистическое общество (чеш. Humanistický spolek), поскольку в ней учили гармонии и игре на фортепиано бесплатно. Учениками Мюллера были Генрих Поргес и Эмануэль Хвала, в его фортепианном классе начал заниматься музыкой девятилетний Йозеф Богуслав Фёрстер. При этом отзывы чешской прессы на отчётные концерты школы Мюллера носили преимущественно иронический характер.
Запатентовал механизм для удержания рук и тела пианиста в правильной позиции за инструментом. Автор учебника фортепианной игры (нем. Praktische Piano Schule; 1854), сборников упражнений, салонных фортепианных пьес — в частности, вариаций на тему песни Джорджо Стигелли «Прекраснейшие глаза» (нем. Die schönsten Augen).
В 1855 году выпустил несколько номеров еженедельника Prager Musikzeitung (с нем. — «Пражская музыкальная газета»).